# Place du Vieux-Marché (Rouen)
Der Place du Vieux-Marché, gelegen am westlichen Ende der Rue du Gros-Horloge, ist ein historischer Platz in der französischen Stadt Rouen. Er entstand im späten Mittelalter als Marktplatz.

## Geschichte und Beschreibung
Der Platz ist vor allem als Ort bekannt, an dem Jeanne d’Arc gefoltert und am 30. Mai 1431 lebendig verbrannt wurde. Der öffentliche Hinrichtungsplatz mit dem Pranger und der zugehörigen Feuerschutzmauer für den Scheiterhaufen wurde zeitgleich mit den Grundmauern der Kirche Saint-Sauveur ausgegraben. Wie im Rehabilitierungsprozess im Jahr 1456 festgelegt, wurde unweit der Stelle des Scheiterhaufens ein Kreuz aufgestellt.

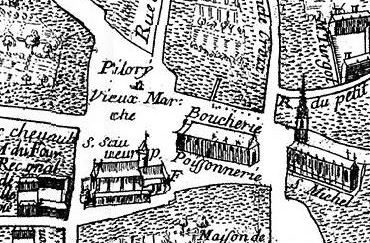
Historisches Stadtzentrum im 17. Jh. mit Markt, Kirche, Schlachthaus

An dem Platz stehen auffallend viele Fachwerkhäuser und Häuser mit vorspringendem Erker. Hier befand sich einst die im Jahr 1793 zerstörte Kirche Saint-Sauveur, deren Fundamente während der Renovierung des Platzes entdeckt wurden. 
Bis 1944 befand sich am Platz das Théâtre-Français, ausgestattet mit Fachwerkfassaden aus dem 17. Jahrhundert, im Zweiten Weltkrieg durch Bombardierungen zerstört und 1960 durch Neubauten ersetzt.
1979 entstand nach den Plänen des Architekten Louis Arretche die Kirche Sainte-Jeanne-d’Arc. Ihre kühne aber auch umstrittene Architektur erinnert an ein Wikingerschiff und einen Fisch. In die Kirche sind die Fenster der ehemaligen Kirche Saint-Vincent eingebaut, die sich früher in der Rue Jeanne-d’Arc befand und 1944 zerstört wurde. Sainte-Jeanne-d’Arc wurde am 27. Mai 1979 vom damaligen französischen Präsidenten Valéry Giscard d’Estaing eingeweiht.
Südlich des Platzes, in der Nähe der angeblich ältesten Herberge Frankreichs, befand sich bis 2012 das Musée Jeanne-d’Arc. Auf dem Platz fanden noch bis 1836 weitere Hinrichtungen statt. Bis 1969 beherbergte er zudem einen Großmarkt, woher auch der Name kommt: Platz des alten Marktes.
Auf dem Platz gibt es noch einen kleinen Markt. Er befindet sich unter einer Halle mit einem schrägen Gerüst, die an die Wellen eines Ozeans erinnert und deren Dach wie die angrenzende Kirche mit Schiefer bedeckt ist.
Wenige Schritte vom Platz entfernt steht in der Rue de la Pie 6 das in ein Museum umgewandelte Geburtshaus von Pierre Corneille.